# 남풍지아의
《남풍지아의 : 널 부르는 바람》(南风知我意)는 2023년 방송되었던 중국의 드라마이다.

## 줄거리
- 식물학자 푸윈선과 의사 주주는 오지에서 의료지원 및 연구를 하다 만나게 된다. 서로의 마음을 고백하기 전에 교통사고로 반신불수가 된 푸윈선은 주주와의 관계를 끊어버리고... 1년 후, 둘은 가정의와 환자로 재회하게 된다. 주주는 바닥까지 추락한 푸윈선을 사랑으로 천천히 치유하며 다시 가까워지는데...

## 등장 인물
- 청이 - 푸위안성 역
- 장위시 - 주지우 역
- 이흔택 (李欣泽) - 천러 역
- 연소 (Olivia) - 가오윈윈 역
- 부산박 (付辛博) - 푸시저우 역
- 양정한 (Jenny Liang) - 저우쥐쥐 역

## 참고 사항
- 극중 푸위안성과 주지우 역을 맡았던 청이와 장위시는 《유리미인살》과 《여군가》에 이어 세번째로 호흡을 맞춘 작품이기도 하다